# 甲状腺过氧化物酶
甲状腺过氧化物酶（Thyroid peroxidase 或 thyroperoxidase，TPO）是一种主要在甲状腺中表达的酶。它可以催化碘离子与甲状腺球蛋白酪氨酸残基的加成反应，以此合成甲状腺素（thyroxine，T4）或三碘甲腺原氨酸（Triiodothyronine，T3）等甲状腺激素人类的TPO基因编码甲状腺过氧化物酶。。

## 催化反应
2 + 2 I− + H2O2 ⇒ 2 + 2 H2O
在此反应中，碘离子被氧化成为碘自由基，其立即与酪氨酸发生加成反应，合成一碘代中间体。
2 + 2 I− + H2O2 ⇒ 2 + 2 H2O
第二个碘元素以类似的方式，立即与中间体3-碘代酪氨酸发生反应，合成二碘代产物。

## 功能

甲状腺激素的合成。甲状腺过氧化物酶参与的氧化反应请参见图片中间左侧，紫色箭头部分

无机碘元素主要以碘离子I-形式进入人体。碘离子通过基底部的 Na+/I- 同向转运体（Na+/I- symporter，NIS，碘泵）进入甲状腺滤泡细胞。随后碘离子通过 Cl-/I- 转运体（pendrin）跨顶膜输送至滤泡胶质。碘离子在这里被甲状腺过氧化物酶催化，氧化成为元素碘（I）或碘正离子（I+）。碘的有机化过程，即碘与甲状腺球蛋白反应合成甲状腺激素的过程是非特异性的。这意味着反应中间体不与甲状腺过氧化物酶结合，但是碘化过程中所需的活性碘物质是介由甲状腺过氧化物酶催化产生并释放的。甲状腺过氧化物酶催化的化学反应发生于细胞顶膜外表面，并以过氧化氢作为另一底物。

## 促进与抑制作用
促甲状腺激素（TSH）可以上调TPO基因的表达，进而提升甲状腺过氧化物酶的量。
硫代酰胺类药物可以抑制甲状腺过氧化物酶，例如丙硫氧嘧啶（propylthiouracil）及甲巯咪唑（methimazole）。实验室研究未能摄取足够量碘的小鼠，发现染料木黄酮（genistein）亦有抑制作用。

## 临床重要性
甲状腺自體免疫疾病中，甲状腺过氧化物酶是一个常见的表位，它相对应的抗体称为抗甲状腺过氧化物酶抗体（anti-TPO antibodies）。其亦常与慢性甲状腺炎，或称桥本病（Hashimoto's thyroiditis）相关。因为有抗体的表达，可应用抗体效价滴度的方法对患者进行病情监测。